# برايان سميث (رسام)
برايان سميث (بالإنجليزية: Brian Smyth)‏ هو رسام أيرلندي، ولد في 1967.